# Nepokoje ve Francii 2005

Departementy zasažené nepokoji (zobrazeny červeně)

Nepokoje ve Francii byla rozsáhlá série zpočátku neorganizovaných násilných akcí ve Francii během října a listopadu 2005. Jednalo se o řadu projevů vandalismu a žhářství a o násilné střety s policií a jinými bezpečnostními složkami především na předměstích velkých francouzských měst. Nepokoje vypukly ve čtvrtek 27. října po náhodné smrti dvou nezletilých mladíků. Nejprve se omezily na místo, odkud oba pocházeli, tj. pařížské předměstí Clichy-sous-Bois v departementu Seine-Saint-Denis severovýchodně od Paříže. Během následujících dnů se nepokoje rozšířily nejprve na okolí Paříže, především do departementů Seine-et-Marne a Val-d'Oise, později i do dalších francouzských měst jako Lille, Rouen, Rennes, Dijon, Toulouse a Marseille. 8. listopadu musel být vyhlášen na některých územích výjimečný stav, který byl postupně prodloužen až na tři týdny. Pouliční násilnosti trvaly tři týdny až do 17. listopadu a byly největšími od studentských nepokojů v květnu 1968.

## Průběh
Podnětem k násilí byla zpráva o smrti dvou mladíků z přistěhovaleckých rodin (Ziad Benna, 17 let a Bouna Traore, 15 let), kteří odpoledne 27. října 2005 na útěku před policií překonali oplocení trafostanice, kde byli smrtelně zraněni elektrickým proudem. Další teenager Muhttin Altun (17) tureckého původu byl převezen do nemocnice s těžkými popáleninami. Policejní výjezd proběhl na základě telefonického oznámení o vloupání. Pozdější vyšetřování však neprokázalo souvislost mezi loupeží a mladíky z trafostanice.
Tehdejší ministr vnitra Nicolas Sarkozy otevřel vyšetřování proti neznámé osobě z trestného činu neposkytnutí pomoci. Podle policejních nahrávek policisté sice věděli o přítomnosti mladých lidí v trafostanici, ale i přes nebezpečí, které jim hrozilo, se o ně nestarali. V roce 2007 byli dva policisté obžalováni.
12. listopadu 2005 bylo zahájeno v Tunisu soudní vyšetřování smrti Zyed Benna, který byl pohřben ve městě Džerba 8. listopadu.
Zpráva o incidentu se velmi rychle rozšířila a za smrt obou lidí byla viněna policie. Nepokoje začaly ve večerních hodinách dne 27. října útoky na policii a hasiče ve dvou čtvrtích na pařížském předměstí Clichy-sous-Bois dlouhodobě postiženém vysokou mírou nezaměstnanosti a kriminality. Výtržníci také stříleli ostrou municí po vozidle CRS. První noc několik skupin mladíků podpálilo 23 aut. Byla vytlučena okna a zničeny autobusové zastávky. Policie se snažila výtržnostem gangů mladistvých, většinou neúspěšně, po několik nocí zabránit. Vlna nepokojů se zvýšila obzvláště po 30. říjnu, kdy večer vybuchly před plně obsazenou mešitou v Clichy-sous-Bois dva policejní granáty se slzným plynem. Nepokoje se poté rozšířily do dalších francouzských měst.
Nejprve do sedmi sousedních měst departementu Seine-Saint-Denis. V noci z 1. na 2. listopadu proběhly těžké bitky v Aulnay-sous-Bois mezi vzbouřenci a policií. Rovněž začaly nepokoje i v sousedních departementech, hlavně Seine-et-Marne, Val-d'Oise a Yvelines.
Následující noc nepokoje propukly v departementech Hauts-de-Seine a Essonne. Byl rovněž zaznamenán útok v železniční stanici Le Blanc-Mesnil, kde asi třicet mladistvých házelo kameny na vlak a okradlo několik cestujících.
V noci ze 3. na 4. listopadu byl ve městě Sevran napaden autobus s asi 50 cestujícími. Autobus byl nucen zastavit, neboť mu v cestě stály hořící kontejnery a cestující museli vystoupit. Jeden z nich byl hendikepovaný, takže nemohl opustit autobus a při jeho zapálení utržil popáleniny.
Mezitím proběhl soud v Bobigny s prvními obžalovanými. 16 osob bylo postaveno před soudce pro mladistvé.
Ve městě Besançon byla podpálena tři auta v suterénu studentských kolejí. Požár si vyžádal smrt 24letého studenta, který se snažil oheň uhasit. Několik studentů bylo také zraněno při skoku z oken před plameny.

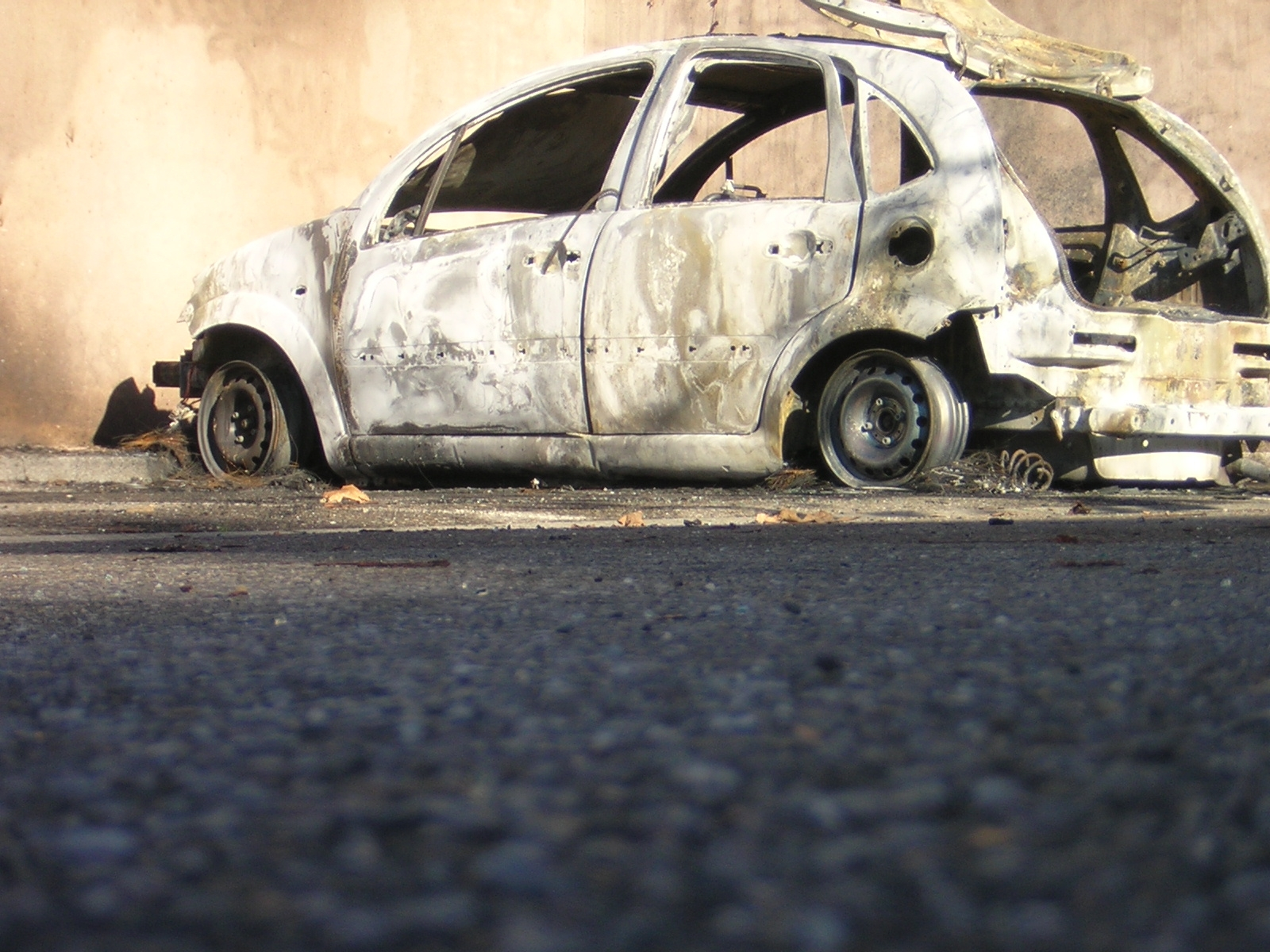
Štrasburk 6. listopadu ráno

V Dijonu a Marseille bylo podpáleno přes 30 aut. Policisté byli zasypáni házejícím kamením, došlo i k útokům na veřejné budovy jako radnice, školy nebo policejní stanice.
V departementu Seine-Saint-Denis severovýchodně od Paříže bylo nasazeno 700 hasičů a 1400 členů bezpečnostních sil (CRS a četníci), aby dostali místo pod kontrolu.
Dne 4. listopadu byl na pařížském předměstí Stains demonstranty zbit 61letý Francouz Jean-Jacques Le Chenadec, který 7. listopadu zemřel na následky těžkého poranění hlavy.
V noci z 5. na 6. listopadu pokračovaly nepokoje v mnoha francouzských městech. V Noisy-le-Grand shořela tělocvična, ve Villeneuve-Saint-Georges bylo podpáleno středisko pro mládež, v Toulouse byla zapálena městská knihovna. V Aubervilliers byl lehce zraněn novinář korejské televize. Obzvláště silné boje proběhly v Evreux v Normandii, kde se při potyčce násilníků s policií bylo poničeno obchodní centrum. Počet obcí postižených násilím v celé zemi se zvýšil na 140.
Následující noci ze 6. na 7. listopadu došlo k největším výtržnostem. Vedle 1408 vypálených vozidel byly napadeny i další objekty. V Savigny-sur-Orge byla vypálena škola, v Orléans byl zaznamenán útok na tramvaj molotovovým koktejlem, další žhářský útok proběhl na požární stanici ve Villejuif, zapálen byl kostel Saint-Édouard v Lens a fara v Sète, mateřská škola v Nantes, škola ve Štrasburku, v Lille, dvě další v Saint-Étienne, základní a mateřská škola v La Tour-du-Pin. V Clermont-Ferrand byla zcela zničena policejní stanice, v Moulin-à-Vent proběhl útok na policejní stanici hořícím autem. Autobusová doprava na předměstí Paříže musela být přerušena, neboť mnoho autobusů bylo ohrožováno kamením a některé byly zcela zničeny ohněm. Výzvy vlády, muslimských hodnostářů a dokonce i rodičů dvou mladíků, jejichž smrt nepokoje vyvolala, ke klidu, zůstaly nevyslyšeny. Žhářské gangy se pohybovaly i v doposud klidných čtvrtích, takže i v centru Paříže bylo podpáleno několik aut. Poprvé se nepokoje vyskytly i mimo území Francie. Poblíž Bruselu podpáleno pět vozů, stejný počet shořel i v Berlíně ve čtvrti Moabit. Počet dotčených obcí v samotné Francii stoupl na 211.
7. listopadu vyhlásil starosta ve městě Le Raincy (Seine-Saint-Denis) zákaz nočního vycházení pro nezletilé. V noci byla přerušena autobusová doprava na předměstí Blois a osm autobusových linek v Lille. Zatímco na předměstí Paříže došlo ke zmírnění, nepokoje více propukly v jiných oblastech země. V Nantes, Rennes, Rouen a Montargis byly podpáleny desítky automobilů a kontejnerů na odpadky. V jihofrancouzském Toulouse museli hasiči vyjet asi k 50 požárům založených skupinami vzbouřenců. V Nice se násilí rozšířilo do centra města. V Toulouse a Stains byla zcela zastavena autobusová doprava, neboť zdejší řidiči protestovali proti zvýšené agresi. Ze zatčených bylo 52 odsouzeno k trestu odnětí svobody, 42 dalších bylo umístěno do vazby a 23 nezletilých osob bylo internováno.
V noci z 8. na 9. listopadu se situace poprvé zklidnila na pařížských předměstích, střety vzbouřenců s pořádkovými silami byly naopak silné v Toulouse. V osmi městech byl večer vyhlášen zákaz vycházení: Amiens, Blois, Orléans a Savigny-sur-Orge. V Marseille v nákupním centru byl bezpečnostní službou zadržen jeden mladistvý obviněný z krádeže. Členové bezpečnostní agentury byli okamžitě napadeni skupinou asi padesáti mladých. Po příjezdu policie se skupina stáhla a házela kameny na projíždějící městský autobus a podpálila auto. V jihofrancouzském Grasse byla podpálena redakce novin Nice-Matin. V Nice byl těžce zraněn muž, který o několik dní později na následky zranění zemřel. Na předměstí Bordeaux explodoval autobus na LPG. V Arras v departementu Pas-de-Calais byl podpálen kulturní dům a místní teplárna. V Outreau ve stejném departementu úřady evakuovaly stovky obyvatel budovy, v jejím suterénu bylo podpáleno šest aut. V Auby byla zničena knihovna a poškozena radnice. V metru v Lyonu byla zastavena doprava na 22 hodin kvůli útoku molotovovým koktejlem. V Dole v departementu Jura bylo podpáleno devět školních autobusů, hasiči evakuovali obyvatele nedaleké budovy.
V noci z 9. na 10. listopadu probíhalo na předměstích Paříže jen sporadické násilí bez přímých střetů povstalců s policií. Zákaz vycházení byl vyhlášen v departementech Alpes-Maritimes (21 obcí), v Seine-Maritime (Rouen, Le Havre, Elbeuf), Somme (Amiens), v Eure (Evreux) a jinde. Střety probíhaly v Toulouse, Lyonu, Lille, Roubaix a ve Štrasburku. Žhářské útoky proběhly na školní budovy v Rennes a Belfortu a v Epinay-sous-Sénart shořel kulturní dům.
Noc ze čtvrtka 10. na pátek 11. listopadu byla v očekávání prodlouženého víkendu (11. listopad je ve Francii státním svátkem). Policie zadržela několik osob, které přes SMS a internet domlouvaly na výtržnostech na nadcházející prodloužený víkend. Policejní prefekt v Paříži proto vydal na základě zákona o stavu nouze z roku 1955 zákaz shromažďování osob od soboty 12. listopadu 10.00 do neděle 13. listopadu 20.00. Ve městě Belfort vydal starosta zákaz vycházení pro osoby mladší 16 let bez doprovodu od pátku 21.00. V Paříži i dalších městech byl preventivně vydán zákaz prodeje benzínu do donesených nádob. V noci byly hlášeny střety na předměstí Toulouse a Lyonu a žhářské útoky ve Štrasburku, Colmaru i v menších městech.
V noci z 11. na 12. listopadu byly hlášeny střety na předměstí Toulouse, Lyonu, Štrasburku, Angers, Marseille, Rennes a Lille. Ve městě Carpentras v departementu Vaucluse byla poškozena mešita dvěma molotovy koktejly vhozenými při modlitbě. Tento incident však nebyl součástí nepokojů. V Paříži byl vyhlášen zákaz shromažďování od 20:00 do neděle 13. listopadu do 8:00. Všechny dopravní spoje do centra Paříže včetně příměstské železnice RER byly podrobeny důkladnému dohledu, aby se zabránilo pokusům o přenesení nepokojů do centra města.
12. listopadu odpoledne došlo k potyčce mezi mladými lidmi a bezpečnostními silami přímo v centru Lyonu. Prefekt poté vydal pro Lyon a deset dalších obcí zákaz vycházení pro mladistvé bez doprovodu v čase 22:00-8:00 od soboty 12. listopadu do pondělí ráno.
Ze 13. na 14. listopadu došlo k mírnému poklesu násilí a počtu podpálených aut. Stejně tak i postupně následující noci. Dne 17. listopadu policie a úřady oznámily, že se situace již vrátila do normálu a bezpečnostní opatření přijatá na základě zákona o stavu nouze byla odvolána.

## Statistika
| Bilance nepokojů 2005 ve Francii | Bilance nepokojů 2005 ve Francii | Bilance nepokojů 2005 ve Francii | Bilance nepokojů 2005 ve Francii |
| Ráno...                          | Podpálených aut                  | Zatčených                        | Zraněných policistů              |
| -------------------------------- | -------------------------------- | -------------------------------- | -------------------------------- |
| 28. října                        | 23                               | -                                | -                                |
| 29. října                        | 29                               | 14                               | -                                |
| 30. října                        | 20                               | 19                               | -                                |
| 31. října                        | 18                               | -                                | -                                |
| 1. listopadu                     | 68                               | -                                | -                                |
| 2. listopadu                     | 228                              | -                                | -                                |
| 3. listopadu                     | 315                              | 29                               | -                                |
| 4. listopadu                     | 519                              | 78                               | -                                |
| 5. listopadu                     | 897                              | 253                              | 2                                |
| 6. listopadu                     | 1 295                            | 349                              | -                                |
| 7. listopadu                     | 1 408                            | 395                              | 35                               |
| 8. listopadu                     | 1 173                            | 330                              | 4                                |
| 9. listopadu                     | 617                              | 280                              | 1                                |
| 10. listopadu                    | 482                              | 203                              | -                                |
| 11. listopadu                    | 463                              | 201                              | 8                                |
| 12. listopadu                    | 502                              | 206                              | 2                                |
| 13. listopadu                    | 374                              | 212                              | 2                                |
| 14. listopadu                    | 284                              | 115                              | 5                                |
| 15. listopadu                    | 215                              | 71                               | -                                |
| 16. listopadu                    | 165                              | 44                               | -                                |
| 17. listopadu                    | 98                               | 33                               | -                                |
| Celkem                           |                                  |                                  |                                  |
| 21 nocí                          | 9 193                            | 2 921                            | 56                               |

## Reakce státu a politiků
Dne 5. listopadu prohlásil ministr vnitra Nicolas Sarkozy zodpovědný za vnitřní bezpečnost, že stát násilí neakceptuje. V noci navštívil neohlášeně policejní stanici v departementu Essonne jižně od Paříže, kde se setkal se zadrženými nezletilci. Socialistický senátor Jean-Luc Mélenchon požadoval dialog s mladými lidmi.
Sarkozy čelil rostoucímu tlaku. Svým heslem o nulové toleranci (Tolérance zéro) se stal neoblíbenou postavou mladých lidí, převážně ze severní Afriky. Sarkozy tvrdil, že tyto nepokoje byly předem plánovány. Kritizován byl mimo jiné za to, že označil účastníky za "pakáž" ("racaille"), která střílí na úředníky, otce rodin a mladé lidi vlastní barvy pleti. V této souvislosti také mluvil o "sněti", kterou je třeba vyříznout. Komunistická strana vyzvala Sarkozyho k odstoupení. Také část vládnoucí strany UMP, jíž je Sarkozy předsedou, se od jeho výroků distancovala.
Politik Daniel Cohn-Bendit za Zelené označil organizované vzpoury za nesmysl a spikleneckou teorii a obvinil Sarkozyho z neúspěchu. Cohn-Bendit navrhl jako řešení novou policejní strategii, lepší integraci mládeže a vysoké investice do vzdělání.
Tehdejší prezident Jacques Chirac vyzval 6. listopadu oproti tomu ke klidu a dialogu. 10. listopadu vyhlásil nejvyšší prioritou obnovení bezpečnosti a pořádku. Chirac sám byl kritizován za to, že se vyjádřil až po několika dnech mlčení.
Premiér Dominique de Villepin se 4. listopadu setkal se 16 mladými lidmi z postižených oblastí k diskusi. Prohlásil, že se jedná o žáky, studenty, nezaměstnané a zaměstnance s nízkými platy a že chce iniciovat akční plán.
Místopředsedkyně Národní fronty Marine Le Penová (dcera Jean-Marie Le Pena) vyzvala 4. listopadu k vyhlášení výjimečného stavu a rozmístění armády v postižených oblastech.
Pařížský imám se obrátil proti násilí, které označil za ostudné. Dokonce i bratr jednoho z mladíků usmrceného elektrickým proudem vyzval k umírněnosti.
5. listopadu proběhly první protidemonstrace a protesty obyvatel proti násilí, v ulicích Aulnay-sous-Bois nedaleko Paříže se zúčastnilo asi 1000 lidí.
Dne 8. listopadu rozhodla francouzská vláda o vyhlášení výjimečného stavu na základě zákona o nouzovém stavu z roku 1955, který byl použit během Alžírské války. Vyhláška č. 2005–1386 vyhlašovala výjimečný stav a vyhláška č. 2005–1387 stanovila, kterých měst se týká. Na území kontinentální Francie se tak stalo poprvé, kdy byl tento zákon použit.
V dotčených oblastech získala policie určité pravomoce, např. domovní prohlídky při podezření na ukryté zbraně. Kromě toho bylo možné vydat zákaz nočního vycházení. Zákaz platil pro nezletilé mezi 22. hodinou večer a 5. hodinou ráno (případně jiný čas), pokud nebyli v doprovodu dospělé osoby - svého zákonného zástupce. Zákaz vycházení byl preventivně prodloužen až do 20. listopadu.
Během interpelací v Národním shromáždění 8. listopadu ministr vnitra Nicolas Sarkozy řekl, že požádal prefekty, aby cizince, kteří se účastnili nepokojů, nechali deportovat zpět do jejich vlastí včetně těch, kteří mají povolení k pobytu.

## Oblasti nepokojů
Nepokoje proběhly v následujících regionech, departementech a městech:
| - Essonne: - Athis-Mons, Brétigny-sur-Orge, Corbeil-Essonnes, Évry, Courcouronnes, Grigny, Saint-Michel-sur-Orge, Savigny-sur-Orge, Fleury-Mérogis, Massy, Les Ulis, Longjumeau, Gif-sur-Yvette, Juvisy-sur-Orge, Palaiseau, Ris-Orangis, Sainte-Geneviève-des-Bois, Quincy-sous-Sénart, Épinay-sous-Sénart, Montgeron, Vigneux-sur-Seine, Draveil, Le Coudray-Montceaux - Hauts-de-Seine: - Antony, Asnières-sur-Seine, Bagneux, Boulogne-Billancourt, Châtenay-Malabry, Clamart, Clichy, Colombes, Courbevoie, Fontenay-aux-Roses, Gennevilliers, Malakoff, Meudon, Nanterre, Le Plessis-Robinson, Rueil-Malmaison, Sèvres, Suresnes, Vanves, Villeneuve-la-Garenne - Paříž - Seine-et-Marne: - Dammarie-lès-Lys, Meaux, Torcy, Melun, Chelles, Avon, Champs-sur-Marne, Combs-la-Ville, Coulommiers, Montereau-Fault-Yonne, Mitry-Mory, Émerainville, Moissy-Cramayel, Nemours, Le Mée-sur-Seine, Savigny-le-Temple - Seine-Saint-Denis: - Aubervilliers, Aulnay-sous-Bois, Bagnolet, Bobigny, Bondy, Clichy-sous-Bois, Drancy, Dugny, Épinay-sur-Seine, Gagny, La Courneuve, Le Blanc-Mesnil, Le Bourget, Le Pré-Saint-Gervais, Montfermeil, Montreuil-sous-Bois, Neuilly-sur-Marne, Noisy-le-Grand, Noisy-le-Sec, Pantin, Pierrefitte-sur-Seine, Romainville, Rosny-sous-Bois, Saint-Denis, Saint-Ouen, Sevran, Stains, Tremblay-en-France, Villepinte, Villetaneuse - Val-de-Marne: - Alfortville, Arcueil, Boissy-Saint-Léger, Bonneuil-sur-Marne, Fresnes, Champigny-sur-Marne, Fontenay-sous-Bois, Le Kremlin-Bicêtre, Villeneuve-le-Roi, Villejuif, Villeneuve-Saint-Georges, Vitry-sur-Seine, Cachan, Creteil, Ivry-sur-Seine, Thiais, Orly, Chennevières-sur-Marne, Maisons-Alfort, Choisy-le-Roi, L'Haÿ-les-Roses - Val-d'Oise: - Argenteuil, Bezons, Cergy-Pontoise, Sarcelles, Montigny-les-Cormeilles, Deuil-la-Barre,Soisy-sous-Montmorency, Sannois, Saint-Gratien, Franconville, Taverny, Ermont,Eaubonne, Persan, Montmagny, Garges-lès-Gonesse, Gonesse, Goussainville, Villiers-le-Bel - Yvelines: - Achères, Elancourt, Les Mureaux, Mantes-la-Jolie, Vélizy-Villacoublay, Guyancourt, Sartrouville, Trappes, Chanteloup-les-Vignes, Poissy, La Verrière, Magny-les-Hameaux, Poissy, Maurepas - Bas-Rhin: - Schiltigheim, Štrasburk - Haut-Rhin: - Cernay, Colmar, Illzach, Mylhúzy - Gironde: - Bègles, Blanquefort, Bordeaux, Lormont - Pyrénées-Atlantiques: - Pau - Landes : - Dax, Mont-de-Marsan, Saint-Pierre-du-Mont - Allier: - Montluçon, Vichy - Puy-de-Dôme: - Clermont-Ferrand - Côte-d'Or: - Beaune, Dijon - Saône-et-Loire: - Mâcon, Montceau-les-Mines, Chalon-sur-Saône - Yonne: - Auxerre, Migennes, Sens - Finistère: - Brest, Quimper - Ille-et-Vilaine: - Rennes, Saint-Malo - Eure-et-Loir: - Chartres - Indre-et-Loire: - Tours - Loir-et-Cher: - Blois, Romorantin, Vendôme - Loiret: - Montargis, Orléans, Pithiviers, Fleury-les-Aubrais, Saint-Jean-de-Braye, Saint-Jean-de-la-Ruelle, Ormes, Bondaroy - Haute-Marne: - Saint-Dizier - Doubs: - Besançon, Bethoncourt, Montbéliard - Jura: - Dole - Territoire de Belfort: - Belfort | - Eure: - Évreux - Seine-Maritime: - Le Havre, Rouen, Elbeuf, Fécamp - Hérault: - Béziers, Frontignan, Ganges, Lunel, Montpellier, Saint-André-de-Sangonis, Sète - Pyrénées-Orientales: - Canet-en-Roussillon, Perpignan. - Meurthe-et-Moselle: - Nancy, Vandoeuvre-Les-Nancy - Moselle: - Guenange, Mety, Rombas, Thionville, Uckange - Vosges: - Épinal - Haute-Garonne: - Toulouse - Hautes-Pyrénées: - Tarbes - Tarn-et-Garonne: - Montauban, La Ville-Dieu-du-Temple - Nord: - Dunkerque, Hem, Lille, Loos, Marcq-en-Barœul, Mons-en-Baroeul, Roubaix, Tourcoing, Valenciennes, Wasquehal,Wattrelos - Pas-de-Calais: - Arras, Hénin-Beaumont, Lens, Le Portel - Loire-Atlantique: - Nantes, Saint-Herblain - Mayenne: - Laval - Sarthe: - Le Mans - Maine-et-Loire: - Angers, Cholet, Trélazé - Vendée: - La Roche-sur-Yon - Aisne: - Soissons - Oise: - Beauvais, Méru, Nogent-sur-Oise, Creil - Somme: - Amiens - Alpes-Maritimes: - Drap, Nice, Saint-André-de-la-Roche - Bouches-du-Rhône: - Aix-en-Provence, Marseille - Var: - Draguignan, Fréjus, La Seyne-sur-Mer, Toulon - Vaucluse: - - - Apt, Avignon, Bédoin, Carpentras, Maubec, Pertuis, Valréas - Ain: - Amberieu-en-Bugey, Bourg-en-Bresse, Miribel, Saint-Maurice-de-Beynost - Haute-Savoie: - Annemasse - Isère: - Échirolles, Grenoble, Tullins, Villefontaine - Loire: - Firminy, La Ricamarie, Rive de Gier, Roanne, Saint-Étienne, Saint Chamond - Rhône: - Bron, Lyon, Rillieux-la-Pape, Vénissieux, Villeurbanne, Vaulx-en-Velin |

## Příčiny a pozadí
Ve Francii bylo po desetiletí podporováno přistěhovalectví miliónů lidí ze zemí mimo Evropu bez analýzy důsledků a změn. Většina přistěhovalců pochází z bývalých francouzských kolonií v Maroku, Tunisku, Alžírsku a ze subsaharské Afriky. Mnoho těchto přistěhovalců žije ve velkých sídlištích, které vznikaly od 70. let na předměstích velkých měst. Integrace přistěhovalců, z nichž většina má francouzskou státní příslušnost, se podařila jen zčásti.
Výbuch násilí vidí odborníci jako výraz dlouho potlačovaného hněvu mnoha mladých lidí, převážně ze severní nebo černé Afriky kvůli převažující relativní chudobě, rasismu, nedostatku perspektivy, masové nezaměstnanosti a následné rezignaci, nudy a trestné činnosti gangů a nedostatku možností integrace, která se dotýkala převážně migrantů v satelitních městech.
Sociologové už dlouho varovali před eskalací problémů, neboť předměstí byla zanedbávána politicky asi 20 let. Nedávné úspory a sociální škrty, zejména na komunální úrovni, tuto situaci ještě zhoršily.